# Yashar Nuri
Yashar Nuri (en azerí: Yaşar Nuri) fue un actor de cine y de teatro de Azerbaiyán, Artista del Pueblo de la RSS de Azerbaiyán (1989).

## Biografía
Yashar Nuri nació el 3 de septiembre de 1951 en Bakú. A la edad de 11 años interpretó su primer papel en el Teatro de Música Estatal Académico de Azerbaiyán. En 1968 se graduó de la escuela secundaria y ingresó en la Universidad Estatal de Cultura y Arte de Azerbaiyán en la clase de Rza Tahmasib. Desde 1974 trabajó en el Teatro Académico Estatal de Drama de Azerbaiyán. El actor ha protagonizado en más de 20 películas y en más de 100 producciones televisivas. Yashar Nuri fue galardonado con el título Artista de Honor de la RSS de Azerbaiyán en 1981 por su 30.º aniversario y Artista del Pueblo de la RSS de Azerbaiyán en 1989. En 2011 se ha celebrado el 60.° aniversario del actor en el Teatro Académico Estatal de Drama de Azerbaiyán.
Yashar Nuri murió el 22 de noviembre de 2012 en Bakú y fue enterrado en el Segundo Callejón de Honor.

## Filmografía
- 1974 – “Vientos en Bakú”
- 1975 - “Las manzanas son similares”
- 1975 - “Cuatro domingos”
- 1976 – “Búscanos en las montañas”
- 1976 – “La historia mesozoico”
- 1977 – “Cumpleaños”
- 1977 – “El león salía de la casa”
- 1980 - “Evento de tráfico”
- 1983 – “Profesor de música”
- 1985 – “El robo del novio”
- 1987 – “Sureyya”
- 1990 – “El día de la ejecución”
- 1991 – “Gazelkhan”
- 1999 - “Qué bello es este mundo”
- 2003 – “Mahalla”

## Premios y títulos
- Artista de Honor de la RSS de Azerbaiyán (1982)
- Artista del Pueblo de la RSS de Azerbaiyán (1989)
- Premio Estatal de la RSS de Azerbaiyán (1991)
- Orden Shohrat (2011)